# Rukomet na Panameričkim igrama
Natjecanja u rukometu na Panameričkim igrama se održavaju od od 1987. godine.
| Godina | Domaćin                               | Zlato  | Srebro    | Bronca    |
| ------ | ------------------------------------- | ------ | --------- | --------- |
| 2011.  | Guadalajara, Meksiko                  | (prvi) | (drugi)   | (treći)   |
| 2007.  | Rio de Janeiro, Brazil                | Brazil | Argentina | Kuba      |
| 2003.  | Santo Domingo, Dominikanska Republika | Brazil | Argentina | SAD       |
| 1999.  | Winnipeg, Kanada                      | Kuba   | Brazil    | Argentina |
| 1995.  | Mar del Plata, Argentina              | Kuba   | Brazil    | SAD       |
| 1991.  | La Habana, Kuba                       | Kuba   | Brazil    | SAD       |
| 1987.  | Indianapolis, SAD                     | SAD    | Kuba      | Brazil    |